# 2024년 주하이시 차량 돌진 공격
2024년 11월 11일, 한 남자가 중화인민공화국 광둥성 주하이시 샹저우구의 주하이 스타디움 스포츠 센터 운동 트랙에서 자신의 SUV를 몰고 사람들에게 돌진해 35명이 사망하고 43명이 부상을 입었다. 운전자는 칼로 자살을 시도했으나 실패했고 체포된 후 병원으로 보내졌다. 최근의 이혼 합의에 대한 법원 판결에 불만을 품게 되었고 이로 인한 분노가 범행 동기가 된 것으로 추정된다.
공격에 대한 동영상과 보도는 온라인에서 검열되었다. 이에 대한 자세한 내용은 다음 날까지 공개되지 않았으며, 이로 인해 중국 소셜 미디어 플랫폼에서 큰 비난을 받았다.
이는 2014년 5월 우루무치 시 폭탄 테러 이후 중국에서 발생한 가장 치명적인 차량 돌진 공격이다.